# Angir (rejon pribajkalski)
Angir (ros. Ангир) – wieś w Rosji, w Buriacji, w rejonie pribajkalskim. W 2010 liczyła 229 mieszkańców.